# Шлях дракона

Конкорд фільм

Шлях дракона (кит.: 猛龍過江, англ. Way of the Dragon) — фільм за участю Брюса Лі та Чака Норріса.

## Сюжет
Танг приїжджає з Гонконгу в Рим, щоб допомогти друзям сім'ї, чий ресторан задумали відібрати місцеві мафіозі. Звиклі завжди одержувати те, що захочуть і не зупинятися ні перед чим, бандити зробили велику помилку, недооцінивши з вигляду скромну молоду людину. Не зумівши впоратися з ним своїми силами, мафіозі наймають найкращих європейських і японських майстрів бойових мистецтв, але Танг з легкістю перемагає всіх. І тоді проти нього на арену стародавнього Колізею виходить «крутий і смертоносний» американець Кольт.

## У ролях
| Актор         | Роль               |
| ------------- | ------------------ |
| Брюс Лі       | Танг Лунг          |
| Нора Міао     | Чен Чінг Хуа       |
| Чун Сінь Хуан | «Дядя» Ван         |
| Пін-Ао Вей    | Хо                 |
| Чак Норріс    | Кольт              |
| Роберт Волл   | Фред               |
| Інг-Сік Венг  | японський боєць    |
| Ді Чін        | Ах Куін            |
| Тоні Лю       | Тоні               |
| Юнікорн Чан   | Джиммі             |
| Маліза Лонго  | італійська красуня |
| Фу Чінг Чен   | Томмі              |
| Ву Нган       | офіціант           |
| Роберт Чен    | Роберт             |
| Джон Т. Бенн  | Бос                |

| Актор            | Роль               |
| ---------------- | ------------------ |
| Роберт Бейкер    | головоріз          |
| Ріккардо Біллі   | італієць           |
| Расселл Коуторн  | президент банку    |
| Франц Коланджелі | людина в аеропорту |
| Джон Дербішир    | головоріз          |
| Александр Гранд  |                    |
| Джим Джеймс      |                    |
| Чінг-Йінг Лам    | головоріз          |
| Джузеппе Марокку | Людина в аеропорту |
| Андре Е. Морган  |                    |
| Андерс Нельсон   | головоріз          |
| Хо Піч           |                    |
| Юень Бяо         | головоріз          |

## Цікаві факти
- В американському прокаті фільм був названий «Повернення дракона» для того, щоб розвинути успіх іншого фільму з Брюсом Лі «Вихід Дракона» (1973), який вийшов в прокат трохи раніше.
- У фільмі використовується не тільки оригінальна музика, а й музика Енніо Морріконе, написана для вестерну Серджіо Леоне.
- Фільм знімався без звуку. Весь саундтрек був створений при монтажі.
- Фільм знімався в римському Колізеї.